# Sean St. Ledger
Sean Patrick St. Ledger-Hall (* 28. Dezember 1984 in Birmingham) ist ein englisch-irischer Fußballspieler.

## Karriere

### Verein
Sean St. Ledger spielte in der Jugend von Peterborough United und wechselte mit 17 Jahren in die erste Mannschaft des damaligen englischen Drittligisten. Er brauchte zwei Jahre Anlauf, in denen er kaum zum Zug kam, bis er sich schließlich ab 2004 als Stammspieler in der Defensive etablieren konnte.
2006 wechselte St. Ledger zum Zweitligisten Preston North End. Auch dort konnte er eine Position in der Stammelf behaupten. In seinem dritten Jahr bestritt er alle 46 Ligaspiele der Saison 2008/09 und erzielte zudem als Abwehrspieler fünf Tore. In diesem Jahr erreichte der Verein die Aufstiegs-Play-offs, verpasste jedoch den Aufstieg in die Premier League.
Im Jahr darauf wurde er ab dem siebten Spieltag an den Ligakonkurrenten FC Middlesbrough ausgeliehen, kehrte jedoch zur Rückrunde wieder nach Preston zurück. Danach blieb er noch ein weiteres Jahr bei dem nordenglischen Verein, bis dieser 2011 abstieg.
St. Ledger wechselte daraufhin zu Leicester City. Zu Beginn der Saison 2011/12 hatte der Innenverteidiger noch Probleme, in die Mannschaft zu finden, in der Rückrunde stand er dann aber regelmäßig in der Startaufstellung. Nach der Saison 2013/2014 wurde sein Vertrag nicht mehr verlängert und somit war erstmal vereinslos. Am 27. November 2014 wechselte St. Ledger zu Ipswich Town. Allerdings spielte er kein Spiel für die Mannschaft und wurde am 29. Dezember 2014 von dem Klub freigestellt.
Nach einem erfolgreichen Probetraining beim Major League Soccer-Franchise Orlando City wechselte er am 5. März 2015 zu dieser Mannschaft.

### Nationalmannschaft
Nach der sehr erfolgreichen Saison 2008/09 wurde auch der irische Nationaltrainer Giovanni Trapattoni auf Sean St. Ledger aufmerksam. St. Ledger ist gebürtiger Engländer, aber aufgrund irischer Vorfahren für die Republik Irland spielberechtigt. Am 29. Mai 2009 wurde er erstmals in der irischen Nationalmannschaft in einem Freundschaftsspiel gegen Nigeria eingesetzt. Danach bestritt er vier Spiele in der Qualifikation für die Fußball-Weltmeisterschaft 2010. Im Spiel gegen die hoch favorisierten Italiener brachte er mit seinem ersten Länderspieltor Irland in der 87. Minute mit 2:1 in Führung, das Spiel endete 2:2.
Nachdem die WM verpasst worden war, blieb er Stammspieler in der irischen Innenverteidigung und bestritt neun Spiele in der folgenden Europameisterschaftsqualifikation, darunter die zwei Play-off-Spiele gegen Estland, in denen sich die Iren die Turnierteilnahme sicherten. Ende Mai 2012 wurde er in das EM-Aufgebot Irlands berufen.
Am 10. Juni 2012 erzielte St. Ledger bei der Fußball-EM in Posen den zwischenzeitlichen 1:1-Ausgleich im Spiel gegen Kroatien (1:3) und somit den ersten Treffer der Iren bei einer Fußball-Europameisterschaft seit 1988.